# Rubbertegel

Speelplaatsje met rubbertegels

Rubbertegels, ook wel veiligheidstegels genoemd, zijn tegels die hun schokabsorberende eigenschappen ontlenen aan het gebruik van rubber bij de vervaardiging.
Rubbertegels zijn op speelplaatsen veiliger dan gras, zand of houtsnippers en ze behoeven geen onderhoud.

## Soorten

### Nieuw rubber
- Tegels bestaande uit een bovenlaag van puur rubber, verankerd in een betonnen onderlaag. Deze tegels worden onder meer toegepast onder speeltoestellen, op atletiekbanen, op daken onder airconditioningapparatuur en als ondergrond voor grote computerunits.

### Hergebruikt rubber
- Tegels vervaardigd uit polyurethaanlijm en rubbergranulaat, oftewel aan elkaar gelijmde rubberkorrels. De tegels zijn stroef, hebben een hoge schokabsorptie en goede waterafvoerende eigenschappen. Deze soort wordt ook wel speeltegel genoemd.

## Productie van speeltegels
De grondstof voor de tegels is rubberafval, veelal autobanden, dat wordt vermalen tot een bepaalde korrelgrootte. Samen met een kleurstof wordt dit gemengd met polyurethaanlijm, waarna het in de vorm van de tegel wordt gegoten. Onder druk en onder verhoogde temperatuur wordt dit tot een tegel geperst.

## Gezondheidsrisico’s
In rubbertegels bevinden zich polycyclische aromatische koolwaterstoffen (paks). Bij het inademen of opeten van te veel paks, of bij te veel contact met de huid, kan deze stof kankerverwekkend zijn. 
In 2014 adviseerde de Nederlandse Voedsel- en Warenautoriteit (NVWA) voor de maximale hoeveelheid paks in rubbertegels een norm van maximaal 1 of 0,5 mg per kilo. Bij deze norm was uitgegaan van een blootstelling van zes maanden. Deze norm werd in 2015 op Europees niveau vastgelegd in de REACH-norm. Bij een steekproef op in Nederland verkrijgbare rubbertegels ontdekte de NVWA in 2014 dat 12 van de onderzochte 21 tegels niet aan deze norm voldeden. In 2021 werd de steekproef herhaald, en voldeed slechts één tegel niet. Het producerende bedrijf kreeg een boete en het verzoek om de tegel uit de handel te halen.
 

In 2016 voerde het RIVM een onderzoek uit, met als doel een voorstel om binnen de EU de norm verder aan te scherpen, om zo voortaan ook kinderen die 11 jaar lang buitenspelen op rubbertegels tegen te hoge hoeveelheden paks te beschermen. Volgens Amerikaans onderzoek uit  2022 is het relevant om bij het inschatten van dit soort blootstellingsrisico’s bij kinderen tot 12 jaar ook de leeftijd van het kind en de fysieke contactduur in de risicoanalyse mee te nemen.